# Achikay
Achikay, Achkay oder Achakay (Ancash-Quechua, im Callejón de Huaylas auch Achikee oder Achkee), hispanisiert Achicay, Achcay oder Achiqué ist in der andinen Tradition der Quechua im zentralen und nördlichen Peru eine böse Hexe, die von ihren Eltern verlassene Kinder in ihr Haus lockt und frisst.

## Wortherkunft und Ursprung des Mythos
Nach Einschätzung des Linguisten Francisco Carranza Romero leitet sich der Name Achikay, Achakay oder Achkay vom Ancash-Quechua-Adjektiv askay oder (in Metathese) aksay („böse“, „ohne Mitgefühl“, „ohne Herz“) ab. Ein See in der Gemeinde Quitaracsa (Yuramarca, Huaylas, Ancash), der seine Farben ändert, heißt Aksay Qucha oder halb spanisch Feo-Cocha (Hwiyu Qucha) „Böser See“. In den Idolatrie-Prozessen von Cajatambo im Jahre 1656 erklärt ein Angeklagter aus Acas in der heutigen Provinz Bolognesi (Ancash): „Und einige dieser Guarís hatten zwei Gesichter, eins hinten und eins vorn, die sich Guarís ascayes nannten und Menschen fraßen, Indio-Jungen.“ (y unos destos [guarís] tenían dos caras, una atrás y otra delante que se llaman Guarís ascayes y éstos comían gente muchachos yndios). Alfredo Torero sieht hierin einen Bezug zu dem Achkay-Mythos.

## Verbreitung des Mythos
Der Mythos von der kinderfressenden Hexe Achikay oder Achkay ist insbesondere in den zentralperuanischen Regionen Ancash und Huánuco, aber auch in Cajamarca, Lambayeque und bei den Quechuas Lamistas im Tiefland von San Martín verbreitet. Im südlichen Peru ist eine Version aus der Provinz La Unión (Arequipa) belegt. Zudem gibt es bei den Inga in Kolumbien die Erzählung von der Kuku Mamita. Verwandte Mythen in Ecuador sind Mama Huaca im Raum Cuenca (Provinz Azuay), Ahuardona in Cañar sowie Chificha in Otavalo (Provinz Imbabura).
Der Welt der Weißen wurde der Achikay-Mythos durch wissenschaftliche Publikationen des peruanischen Archäologen M. Toribio Mejía Xesspe  bekannt, der in den Jahren 1933 und 1934 vier Versionen der Geschichte in Pomabamba bei Chavín de Huantar und an zwei weiteren Orten am Oberlauf des Río Marañón aufzeichnete. 1952 veröffentlichte er die Erzählungen zunächst nur auf Spanisch, 1954 dann auch auf Ancash-Quechua.

## Personen und Schauplatz
Realer Hintergrund der Geschichte sind Dürre und Missernte mit folgender Hungersnot. Den Hungertod voraussehend, denken die Eltern nur noch an das eigene Überleben, essen frevelhaft den zur Saat bestimmten Mais und liefern ihre eigenen Kinder ohne jedes Mitgefühl dem Tode aus. So werden auch sie wie Achkay und ihre Tochter als böse Eltern – aksay yaya, aksay mama – charakterisiert. Die Bewohner der von Dürren geplagten Yunka-Höhenzone (ähnlich wie die Quechua(s) nach ihrer Höhenzone einfach als Yunka(s) bezeichnet) wurden mitunter von anderen Andenbewohnern als „herzlos“ charakterisiert. So gibt Titu Cussi Yupanqui die Worte seines Vaters Mango Ynga wieder, welche dieser den grausamen Spaniern gesagt habe: „Ihr seid schlimmer als die [Bewohner der] Yunka, die für ein wenig Silber ihre Mutter und ihren Vater töten und alles auf der Welt verleugnen“ (Peores sois que los yungas, los cuales por un poquillo de plata mataran a su madre y a su padre y negaran todo lo del mundo).
Der Grausamkeit der Eltern, der Achkay und ihrer Tochter stehen die hilfsbereiten und mitfühlenden Tiere gegenüber, die als Feldschädlinge (Maus, Sperling, Stinktier, Hirsch) oder Räuber des Viehs (Kondor, Puma, Fuchs) bei den Menschen verhasst sind, den von ebendiesen Menschen verstoßenen Kindern aber zur Seite stehen. Schließlich greift Gott der Herr (Dios oder Qapaq, „Herrscher“) als übernatürliche Macht in entscheidenden Momenten zu Gunsten der Schwachen ein und ermöglicht ihnen – anders als der bösen Achkay und ihrer Tochter – den Übergang in sein Himmelreich. Schauplatz der Geschichte sind alle Höhenzonen der Anden von der heißen und trockenen Yunka bis hin zur kalten Puna, was sich auch in den auftretenden Tieren und pflanzlichen Nahrungsmitteln widerspiegelt, schließlich aber auch der Himmel (Hanaq Patsa).

## Handlung
Die Handlung beginnt damit, dass die Eltern angesichts einer Hungersnot den letzten, eigentlich zur Saat bestimmten Mais allein verspeisen und ihre beiden Kinder – ein Mädchen und einen kleinen Jungen – in eine Schlucht oder einen reißenden Fluss werfen. Durch die Gnade Gottes bleiben sie an einem Zweig oder Vorsprung hängen und werden von einem Kondor an festes Land gebracht. Hier werden sie von der Hexe Achikay in ihr Haus gelockt, wo diese mit ihrer Tochter Oronkay lebt. In der folgenden Nacht ermordet Achikay den Jungen und kocht sein Fleisch. Am nächsten Morgen verlässt Achikay das Haus und beauftragt in manchen Versionen ihre Tochter, das Mädchen zu töten und zu kochen. Oronkay schaut in die kochende Suppe und stürzt aus Versehen oder auch durch aktives Tun des Mädchens, das von einem Frosch gewarnt wurde, in die Suppe und stirbt. Das Mädchen flieht mit den Knochen ihres ermordeten Bruders in die Berge. Achkay löffelt die Suppe aus und merkt erst zu spät, dass sie neben dem Jungen auch ihre eigene Tochter verzehrt hat. Voller Wut macht sie sich an die Verfolgung des Mädchens, der jedoch von verschiedenen Tieren – einem Kondor, einem Fuchs, einem Hirsch und einem Stinktier – geholfen wird. So gelangt die Fliehende in die Region der Puna, wo ihr eine Taube Hilfe zur Wiederbelebung ihres Brüderchens anbietet. Sie verbietet dem Mädchen jedoch, einen Blick in den Korb mit den Knochen zu werfen. Inzwischen hat Achkay das Mädchen fast eingeholt, und die Verfolgte öffnet aus Verzweiflung ihren Korb, in dem sie den Leib ihres Bruders sieht. Dieser verwandelt sich in diesem Moment in ein Hündchen.
In ihrer Verzweiflung betet die Kleine zu Gott (Qapaq), er möge sie und ihren Bruder in den Himmel (Hanaq Patsa) aufnehmen. Tatsächlich fällt vom Himmel ein goldenes Seil herab, zu dem in manchen Versionen eine Vicuña das Mädchen führt. Die Fliehende klettert mit ihrem Bruder Hündchen in den Himmel. Doch auch Achkay betet um ein Seil zum Himmel, und so fällt auch für sie ein Strick herab. Achkay klettert empor und holt das Mädchen fast ein. Eine Maus beißt jedoch das Seil durch, so dass Achkay in die Tiefe stürzt. Ihre Schreie um Hilfe sind bis heute als Echo zu hören. Mit ihrem Aufprall spritzen ihr Blut und ihre Körperteile in alle Richtungen, woraus verschiedene wilde Pflanzen und Pflanzenteile geworden sind, so etwa die Stacheln der Kakteen und die Brennhaare der Nesseln. Das Brüderchen und Schwesterchen verwandeln sich dagegen in Sterne – oder, je nach Version, Sternbilder – und dienen heute Reisenden, Hirten oder Bauern als Wegweiser.

## Beziehung zu Hänsel und Gretel
Der Mythos von Achikay hat auffällige Parallelen zum europäischen Märchen Hänsel und Gretel, was eine Assimilation der Geschichten erleichtert. In drei Erzählungen von der kinderfressenden Chificha, die Roswith Hartmann 1973 und 1975 in La Compañía und Peguche (Kanton Otavalo) aufzeichnete, gelingt es den gefangenen Kindern, die Hexe in den Ofen zu stoßen, so dass sie verbrennt. Hartmann erkennt hier einen deutlichen Einfluss des Erzählstoffs von Hänsel und Gretel, der aus Europa nach Ecuador gelangt und mit andinen Inhalten verschmolzen ist.

## Verknüpfung mit moralischer Botschaft
Die evangelikalen Herausgeber von SIL International einer im Callejón de Huaylas aufgezeichneten Version der Geschichte verknüpfen dieselbe mit einer christlichen Botschaft. In dieser Version Achiquë – La vieja que comía niños trifft das Schwesterchen sein Brüderchen im Himmel wieder, wo sie „glücklich leben werden“ im Paradies, in das „die kommen, die auf dieser Erde leiden“. Anders als in der Textversion ist allerdings in der zugehörigen Illustration das Brüderchen wie in anderen Versionen der Geschichte als Hündchen dargestellt. Als Moral – als nicht zur eigentlichen Geschichte gehörender Teil – ist hinzugefügt, dass so wie die Tiere das Mädchen vor dem Tode bewahrten, auch Jesus uns vor dem uns verfolgenden Tode bewahre und uns in das Vaterland im Himmel führe.

### Texte auf Spanisch
- M. Toribio Mejía Xesspe (1952): Mitología del Norte Andino peruano. América indígena, XII (1), Nº 3, S. 235–251. Instituto Indigenista Interamericano, México D.F.

### Texte auf Quechua
- Juan Julio Vergaray Tarazona (Komp.): Achkay (Quechua del Norte del Callejón de Conchucos). Instituto Lingüístico de Verano (SIL International), Filial Huaraz, Ancash. Primera edición, Huaraz 1991. (Erzählung von Achkay aus dem Callejón de Conchucos, PDF)
- Hacinto Montalvo Tucto: Achakay. In: Walter Atencia Villanueva et al.: Unay Runakunapa Kwentun (Quechua Huamalíes). Instituto Lingüístico de Verano (SIL International), Filial de Huánuco. Primera edición, Huánuco 1985, S. 34–44. (Erzählung von Achakay aus der Provinz Huamalíes / Region Huánuco, PDF)

### Texte auf Quechua mit spanischer Übersetzung
- M. Toribio Mejía Xesspe (1954): Lingüística del Norte Andino. Letras 50–53, S. 204–229. Lima 1954.
- David J. Weber, Elke Meier (Hrsg.): Achkay – Mito vigente en el mundo quechua. Serie Lingüística Peruana 54. Instituto Lingüístico de Verano (SIL International), Lima 2008. (12 Erzählungen von Achikay aus verschiedenen quechuasprachigen Regionen Perus, PDF)
- Próspero Colonia Macedo (Komp.): Achiquë – La vieja que comía niños. Instituto Lingüístico de Verano (SIL International), Filial Huaraz, Ancash. Primera edición, Huaraz 2002. (Erzählung von Achikay aus dem Callejón de Huaylas, PDF)

## Zum Hören
- Leonel Menacho Willamantsi Achikay Willakuyta (Leonel Menacho erzählt uns eine Geschichte von Achikay, auf Ancash-Quechua)